# Samantha Spiro
Samantha Spiro (Mill Hill, Londres, 20 de junio de 1968) es una actriz inglesa de teatro, cine, radio y televisión.
Egresada del Webber Douglas Academy of Dramatic Art, ha recibido diversos reconocimientos en el ámbito teatral, entre ellos el Premio Laurence Olivier en la categoría mejor actriz en un musical por su rol en la obra Merrily We Roll Along estrenada en el Donmar Warehouse en el año 2001 y a la mejor actriz en un musical o espectáculo de entretenimiento por su rol en la obra Dolly! estrenada en el Regent’s Park Open Air en el año 2010.
En televisión, recibió el British Comedy Awards a la mejor actriz revelación de comedia en 2010 por su trabajo en Grandma's House. En radio, ha realizado diversos papeles en radioteatro para la BBC Radio 7.
Instagram https://www.instagram.com/samspiro_?igsh=MWNhdjYwczB3ajN5dA==

## Filmografía y radio

### Televisión
- 1994: The Bill
- 2000: Cor, Blimey! (película para televisión).
- 2001: Cold Feet
- 2001: TV Go Home
- 2003: M.I.T.: Murder Investigation Team
- 2004: Coupling
- 2007: After You've Gone
- 2010-2012: Grandma's House
- 2012: Panto!
- 2013: Bad Education
- 2013: Little Cracker
- 2014: The Wrong Mans
- 2016: Juego de Tronos 6ta temporada
- 2018: Agatha and the Truth of Murder (película para televisión).
- 2019: Sex Education, Maureen Groff

### Cine
- 1994: Beyond Bedlam
- 2001: From Hell
- 2002: Tomorrow La Scala!
- 2016: Me before you
- 2023: One Life

### Radio
| - The big broadcast: culture & snow. - Orgullo y prejuicio. - Believe it series 2. - The christmas of inspector Steine. - Petite mort. - Incredible women. - Chicken soup with Barley. - Inspector Steine series 4: the return of inspector Steine. - Show boat. - Inspector steine series 3. - Development. - Just between ourselves. - The casebook of inspector Steine. - Horst buchholz and other stories. | - Waiting for di. - Tony's little sister and the paradox of monasticism. - Much ado about nothing. - Otherkin. - Sad girl. - Talking to strangers. - The piper's chair. - The gospel according to Mary Magdalene. - Snap. - Spring forward, fall back. - By the coast of coromandel. - Don't step on the cracks. - Little cinderellas. - Beside the seaside. |

## Premios y nominaciones
| Año       | Premio                  | Categoría                                                   | Trabajo               | Resultado | refs  |
| --------- | ----------------------- | ----------------------------------------------------------- | --------------------- | --------- | ----- |
| 2001      | Premio Laurence Olivier | Mejor actriz en un musical                                  | Merrily We Roll Along | Ganadora  | [ 1 ] |
| 2001      | Premios Whatsonstage    | Mejor actriz en un musical                                  | Merrily We Roll Along | Ganadora  | [ 7 ] |
| 2003-2004 | Joseph Jefferson Award  | Mejor actriz de reparto en un musical                       | A Little Night Music  | Ganadora  | [ 8 ] |
| 2010      | Premio Laurence Olivier | Mejor actriz en un musical o espectáculo de entretenimiento | Dolly!                | Ganadora  | [ 2 ] |
| 2011      | British Comedy Awards   | Mejor actriz revelación de comedia                          | Grandma's House       | Ganadora  | [ 3 ] |